# Richard Chambers
Richard Chambers (ur. 10 czerwca 1985 w Belfaście) – brytyjski wioślarz, wicemistrz olimpijski, dwukrotny mistrz świata.

## Osiągnięcia
- Mistrzostwa świata – Eton 2006 – dwójka bez sternika wagi lekkiej – 6. miejsce
- Mistrzostwa świata – Monachium 2007 – czwórka bez sternika wagi lekkiej – 1. miejsce
- Igrzyska olimpijskie – Pekin 2008 – czwórka bez sternika wagi lekkiej – 5. miejsce
- Mistrzostwa świata – Hamilton 2010 – czwórka bez sternika wagi lekkiej – 1. miejsce
- Mistrzostwa świata – Bled 2011 – czwórka bez sternika wagi lekkiej – 3. miejsce
- Igrzyska olimpijskie – Londyn 2012 – czwórka bez sternika wagi lekkiej – 2. miejsce.
- Mistrzostwa świata – Chungju 2013 – dwójka podwójna wagi lekkiej – 3. miejsce
- Mistrzostwa Europy – Belgrad 2014 – czwórka bez sternika wagi lekkiej – 2. miejsce
- Mistrzostwa świata – Amsterdam 2014 – czwórka bez sternika wagi lekkiej – 3. miejsce